# Platysenta tibetica
Platysenta tibetica là một loài bướm đêm trong họ Noctuidae.